# Carlos Colla (baloncestista)
Carlos Colla (Río Tercero, Córdoba, 27 de abril de 1966) es un ex-baloncestista profesional argentino que se desempeñaba como escolta. Aunque jugó en varios equipos de Argentina, su figura quedó muy identificada con el Club Belgrano de San Nicolás de los Arroyos, al punto tal que la institución bonaerense retiró el número 5 de su plantilla a modo de homenaje a su persona y lo restituyó en 2022 cuando Colla, a solo días de cumplir los 56 años, volvió a jugar en el club.

## Trayectoria
Colla comenzó a jugar al baloncesto en el club Fábrica Militar en 1966. En 1981 debutó con el equipo mayor, en el que también jugaba su hermano Raúl Colla y los hermanos Mario Milanesio y Marcelo Milanesio. 
En 1987 fichó con Instituto de Córdoba, pero al año siguiente retornó a Río Tercero como incorporación de 9 de Julio. La temporada 1991-92 la disputó en la Liga B con Banco de Córdoba, consiguiendo el ascenso a la Liga Nacional de Básquet.
Habiendo demostrado su talento como anotador, en 1992 fue contratado por Atenas, club que en esa época era uno de los más dominantes del baloncesto argentino. Participó de la conquista del Campeonato Sudamericano de Clubes Campeones en 1993, antes de unirse a Mendoza de Regatas en el Torneo Nacional de Ascenso. En su segunda temporada en el equipo cuyano, la 1994-95, el escolta realizó una excelente campaña, siendo el goleador del torneo y guiando a los suyos a las finales, donde cayeron derrotados ante Luz y Fuerza de Posadas. Actuó una temporada más en el TNA con la camiseta de Siderca de Campana, retornando a la LNB en 1996 gracias a Racing Club.
En 1997 se incorporó a Olimpia de Venado Tuerto, sumándose a un plantel que tenía grandes aspiraciones pero que terminó en la mitad de la tabla de posiciones. 
Su llegada a Belgrano de San Nicolás se produjo en el invierno de 1998. En ese club permanecería hasta su retiro en 2007, cuando el equipo perdió la categoría. Sin embargo unos meses después retornó al plantel, con el campeonato ya iniciado. Colla jugó dos temporadas más en Belgrano, con la particularidad que en la última de ellas compartió algunos partidos con su hijo Juan Cruz Colla (quien más tarde abandonaría el baloncesto profesional para dedicarse al modejale). 
Su retiro del baloncesto competitivo a mediados de 2009 no duró mucho, ya que poco después fichó con el Automóvil Club Argentino de San Nicolás para disputar el Torneo Provincial de Clubes, la cuarta categoría del baloncesto profesional de Argentina. Allí jugó hasta febrero de 2011 cuando, sorpresivamente, se anunció su incorporación a Sionista, un club que militaba en la LNB. Colla, de 44 años, alcanzó a jugar 7 partidos con los entrerrianos. 
Posteriormente retornó a San Nicolás de los Arroyos para seguir compitiendo con el Automóvil Club Argentino, cosa que hizo hasta fines de 2012. 
En 2016 se rumoreó que retornaría a las canchas como jugador de Sacachispas de San Nicolás, pero finalmente ello no se concretó. Seis años después, Colla confirmó su regreso al baloncesto competitivo como miembro del equipo de reserva de Belgrano que compite en los torneos de la Asociación de Basquet de San Nicolás.

### Clubes
| Club                     | País      | Año         |
| ------------------------ | --------- | ----------- |
| Fábrica Militar          | Argentina | 1981 - 1986 |
| Instituto                | Argentina | 1987 - 1988 |
| 9 de Julio               | Argentina | 1989 - 1991 |
| Banco de Córdoba         | Argentina | 1991 - 1992 |
| Atenas                   | Argentina | 1992 - 1993 |
| Mendoza de Regatas       | Argentina | 1993 - 1995 |
| Siderca de Campana       | Argentina | 1995 - 1996 |
| Racing Club              | Argentina | 1996 - 1997 |
| Olimpia de Venado Tuerto | Argentina | 1997 - 1998 |
| Belgrano de San Nicolás  | Argentina | 1998 - 2009 |
| Automóvil Club Argentino | Argentina | 2009 - 2011 |
| Sionista                 | Argentina | 2011        |
| Automóvil Club Argentino | Argentina | 2011 - 2012 |
| Belgrano de San Nicolás  | Argentina | 2022        |